# Friedrich Konrad Griepenkerl

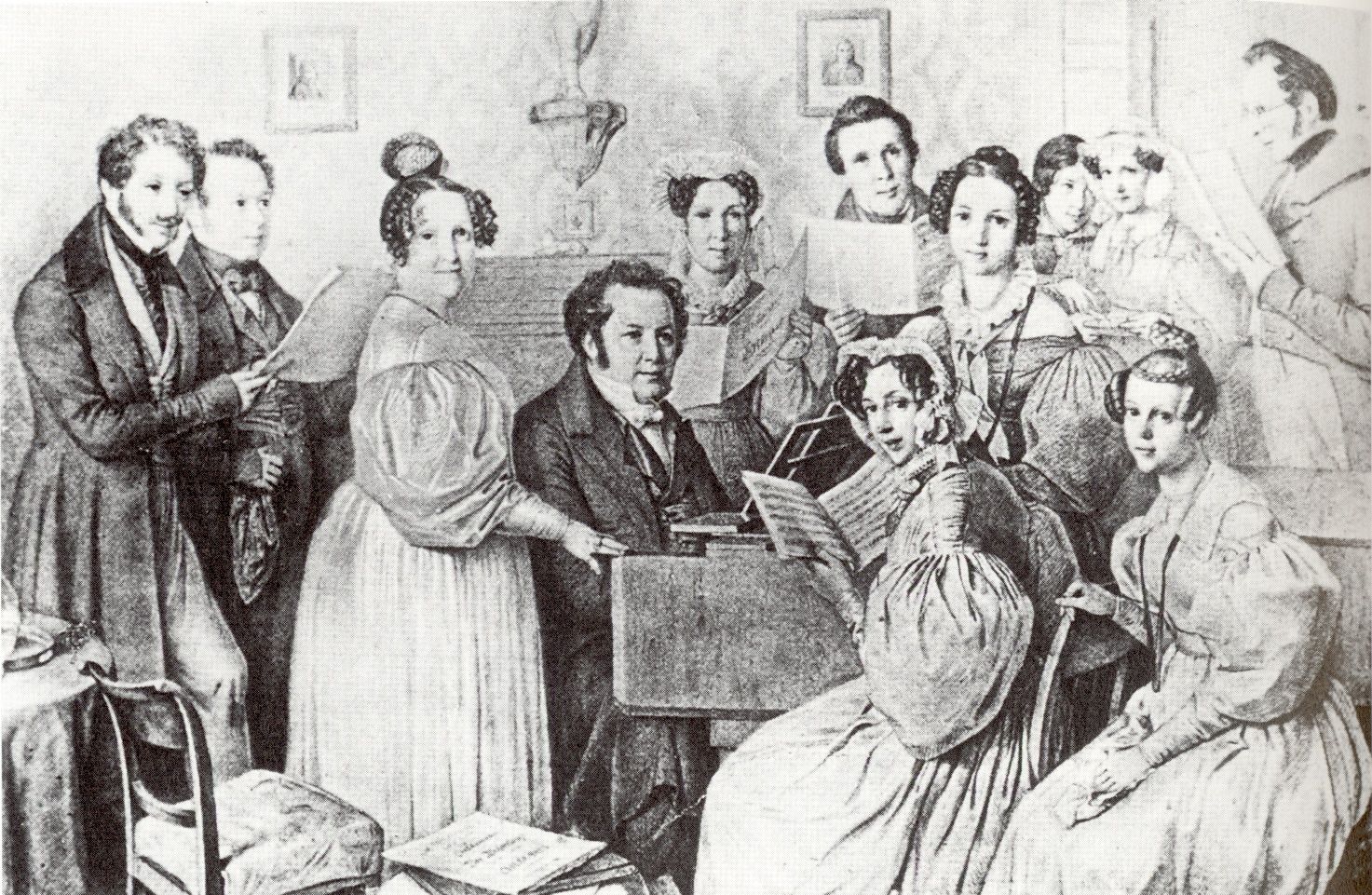
Friedrich Konrad Griepenkerl am Flügel, 1838

Friedrich Konrad Griepenkerl (* 10. Dezember 1782 in Peine; † 6. April 1849 in Braunschweig) war ein deutscher Germanist, Pädagoge, Musikwissenschaftler und Dirigent.

## Leben
Der Sohn eines Predigers besuchte zunächst die Schule in Peine und wechselte 1796 an das Katharineum nach Braunschweig. Er studierte von 1805 bis 1808 Theologie in Göttingen, wo er bei Johann Friedrich Herbart auch Philosophie und Pädagogik sowie Philologie bei Christian Gottlob Heyne hörte. Daneben studierte er Musiktheorie, Klavier und Orgel beim Bach-Verehrer Johann Nikolaus Forkel († 1818). Im Jahre 1808 ging er auf Anraten Herbarts nach Hofwil in die Schweiz, wo er Lehrer für deutsche Sprache und Literatur am neu gegründeten Fellenbergschen Institut wurde. Daneben leitete er das Musikleben dieser Schule und der Gemeinde.

### Hochschullehrer in Braunschweig
Im Jahre 1816 zog er zurück nach Braunschweig, wo er am Katharineum unterrichtete. Nach der Promotion im Jahre 1821 erhielt er eine außerordentliche Professur für Philosophie und schöne Wissenschaften am Collegium Carolinum, die 1825 in eine ordentliche Professur umgewandelt wurde. Eine zusätzliche Lehrtätigkeit nahm er 1828 am Obergymnasium auf, wo er deutsche Sprache und Literatur, Mathematik und Philosophie unterrichtete.

### Musiker und Musikwissenschaftler
Griepenkerl rief in Braunschweig eine Singakademie ins Leben, die unter seiner Leitung vor allem Bachsche Choräle und dessen h-Moll-Messe aufführte. Er war Mitorganisator der Braunschweiger Musikfeste von 1836, 1839 und 1841. Griepenkerl stand in freundschaftlichem Kontakt mit bedeutenden Musikern seiner Zeit wie Zelter, C. M. von Weber, Spontini, Spohr, Meyerbeer und Mendelssohn Bartholdy. Gemeinsam mit Ferdinand August Roitzsch (1805–1889) gab er in den Jahren ab 1837 eine kritische Edition der Klavier- und Orgelwerke J. S. Bachs heraus. Für eine große Oper Pino di Porto des Braunschweiger Hofkapellmeisters Georg Müller verfasste er den Text; sie blieb jedoch ohne Erfolg.

### Familie
Der ältere Sohn Wolfgang Robert Griepenkerl (1810–1868) war ein Dramatiker, Erzähler und Hochschullehrer am Collegium Carolinum, der jüngere Sohn Erich (1813–1888) braunschweigischer Kammerpräsident. Sein Sohn Otto Griepenkerl war Arzt in Königslutter und Paläontologe.

## Werke
- Lehrbuch der Ästhetik, 2 Bände, Braunschweig 1826
- Lehrbuch der Logik, Braunschweig 1828, Neuauflage 1831
- Briefe an einen jüngeren gelehrten Freund über Philosophie und besonders über Herbarts Lehren, Braunschweig 1832
- Johann Sebastian Bach’s Compositionen für die Orgel. Kritisch-correcte Ausgabe von Friedrich Conrad Griepenkerl und Ferdinand Roitzsch. Leipzig im Bureau de Musique von C. F. Peters, 10 Bde. ab 1837.